# 三塊厝 (臺中市龍井區)
三塊厝，今又稱為三德，是臺灣臺中市龍井區的一個傳統地域名稱，位於該區西北部。相較於今日行政區，其範圍大致包括忠和里不含東部及西北端、三德里不含最東端、龍津里不含東南部及西南部、福田里西北部凸出部分的北部、麗水里不含北端及南部，以及梧棲區永安里西南部一小塊地。

## 歷史
台灣清治末期，三塊厝地區為一街庄，稱為「三塊厝庄」，隸屬於大肚中堡。該庄西臨台灣海峽，北與鴨母藔庄為鄰，東與山腳庄、龍目井庄為鄰，南邊為茄投庄、福頭崙庄、塗葛堀庄。
1901年（日明治三十四年）11月，全台廢縣廳改設二十廳，該庄隸屬於臺中廳。1903年（明治三十六年）6月，該庄編入「鴨母寮區」，仍隸屬於臺中廳。1909年（明治四十二年）10月，全台二十廳合併為十二廳，鴨母寮區隸屬不變。1920年（大正九年），全台地方制度大改正，該庄改制為「三塊厝」大字，隸屬於臺中州大甲郡龍井庄，大字下有「三塊厝」、「海埔厝」小字名。
戰後龍井庄改制為龍井鄉，隸屬於臺中縣，大字亦改制為村。1950年10月，中、彰、投分治，龍井鄉隸屬不變。2010年12月，隨著臺中縣、市合併為直轄臺中市，龍井鄉改制為龍井區，村亦改制為里。

## 聚落
本地區發展較早的聚落有崙仔頂、中厝、海埔厝、頂蚵藔等，在日治期初期的官方地圖上已有記載。此外，本地區尚有三塊厝、海尾、虎厝、蚵寮、棧寮仔等聚落。

## 交通
省道台1線（中華路二段）又稱「縱貫公路」，是台北至屏東楓港的台灣西部傳統平面幹道，大致先以北北東—南南西走向經過本地區極東點。由該道路向北北東可前往梧棲、清水、大甲、苑裡等地，向南南西轉東南東再繞大彎轉南繞過龍井市區可前往大肚、彰化、花壇等地。
省道台17線（臨港路二段～一段）又稱「西部濱海公路」，是臺中市清水區甲南至屏東縣枋寮鄉水底寮的幹道，大致以北北東－南南西走向轉縱向經過本地區。由該道路向北北東可前往鴨母寮、梧棲、大槺榔、四塊厝、三塊厝的甲南並止於省道台1線路口，向南繞大彎轉東再轉南南西可前往伸港、線西、鹿港等地。
省道台61線又稱「西部濱海快速公路」，是新北市八里至臺南市安南的快速公路，大致以北北東－南南西走向經過本地區中部，並於本地區北部邊界外不遠的市道136號交會處設有龍井交流道，由此可快速前往台灣西部海岸各地。
市道136號（向上路九段）是臺中市龍井區至南投縣國姓鄉龜溝的道路，其西側端點位於本地區西北端省道台17線路口。由此向東南東出境後，可前往沙鹿南部、龍井東部、大肚東北部邊界地帶、南屯、台中市中心、太平、國姓並止於省道台14線路口。
區道中59線（中央路三段～一段）是菁埔至海埔子的道路，大致以北北東—南南西走向轉縱向經過本地區東部，並位於省道台61線東側。由該道路向北北東可前往鴨母寮、大庄、大槺榔與社口交界地帶、秀水、四塊厝、三塊厝的菁埔並止於省道台1線路口，向南可前往福頭崙東南部的田尾厝並止於區道中62線路口。
區道中66線是麗水至龍井的道路，其西側端點位於本地區西南部忠明橋隔龍井大排水對岸彎道處。由此向東南東轉東南沿龍井大排水南岸出境後，可前往福頭崙北部、龍井（茄投）北部、龍目井並止於舊省道台1線（沙田路四段）路口。

## 學校
- 臺中縣立龍津國民中學
- 龍海國小
- 龍津國小